# Región de Košice
La región de Košice (en eslovaco: Košický kraj) es una de las ocho regiones administrativas (kraj) de Eslovaquia. Se sitúa al sureste del país. La capital es la ciudad de Košice.
Limita con Hungría, y con las regiones de Banská Bystrica y Prešov. 
La región es atravesada por la parte oriental de los Montes Metalíferos eslovacos, una cadena montañosa de los Cárpatos. El río principal de la región es el Hornád. En la parte oriental el territorio es más llano y se une con la llanura húngara.

## Demografía
| Año        | 1994    | 2004    | 2014    | 2024    |
| ---------- | ------- | ------- | ------- | ------- |
| Población  | 753 849 | 770 508 | 795 565 | 778 799 |
| Diferencia |         | +2,20 % | +3,25 % | −2,10 % |

| Año        | 2023    | 2024    |
| ---------- | ------- | ------- |
| Población  | 779 073 | 778 799 |
| Diferencia |         | −0,03 % |

## Distritos

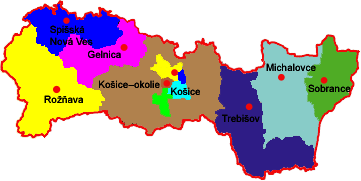
Distritos de la región de Košice.

La región de Košice se subdivide en 11 distritos (en eslovaco okresy):
- Distrito de Gelnica
- Košice
  - Košice I
  - Košice II
  - Košice III
  - Košice IV
- Distrito de Košice–okolie
- Distrito de Michalovce
- Distrito de Rožňava
- Distrito de Sobrance
- Distrito de Spišská Nová Ves
- Distrito de Trebišov

### Municipios
Cuenta con 441 municipios